# Abenteuer ʻOhana
Abenteuer ʻOhana ist ein US-amerikanischer Abenteuerfilm mit Fantasy-Elementen von Jude Weng aus dem Jahr 2021. Der Film wurde am 29. Januar 2021 weltweit über den Streaming-Dienst Netflix veröffentlicht.
Das hawaiische Wort ʻohana bedeutet „Familie“.

## Handlung
Die Geocaching-Verrückte Pili ist stinksauer auf ihre Mutter Leilani. Statt die Sommerferien in einem Geocaching-Camp zu verbringen, muss sie zusammen mit ihrem nervigen älteren Bruder Ioane, der sich selbst nur „E“ nennt, ihren Opa Kimo auf Oʻahu, Hawaii besuchen. Was sie nicht weiß: Ihr Opa hatte einen Herzinfarkt. Zudem sind seine finanziellen Probleme so groß, dass sie das Grundstück verlieren könnten, das seit Jahrhunderten ihrer Familie gehört. Leilani hat in Erwägung gezogen, ihre Wohnung in Brooklyn zu verkaufen, um ihren Vater zu unterstützen. Des Weiteren leidet die Familie auch noch unter dem viel zu frühen Tod von Pilis Vater, der Soldat war.
Die Ferien werden jedoch wesentlich besser, als Pili zum einen mit Casper einen neuen Freund findet und außerdem durch Zufall auf ein altes Tagebuch stößt, das ihr den Weg zu einem berühmten Piratenschatz weisen soll. Tatsächlich gelingt es ihr, die Hinweise zu entschlüsseln. Als ihr Opa davon erfährt, ist er zunächst sauer, begleitet jedoch Pili zum ersten Hinweis. Dort stürzt er jedoch und muss erneut ins Krankenhaus gebracht werden. Schließlich erfährt Pili von den finanziellen Problemen. Sie beschließt den Schatz nun auf eigene Faust zu suchen und Casper zu überreden mitzukommen.
Als Leilani ihre Tochter nicht erreichen kann, beauftragt sie Ioane, sie zu suchen. Und so macht er sich zusammen mit Hana, der Schwester von Casper, auf die Suche nach den beiden. Die beiden Teams treffen sich schließlich in einem Berg, in dessen Innern sich der Schatz befindet. Die Reise durch den Berg gestaltet sich schwierig, da das Piratenversteck durch einige Fallen und Hindernisse gesichert ist. Schließlich gelingt es allen vier, bis zum Schatz vorzudringen. Doch dabei entdecken sie den wahren Grund, warum Kimo den Schatz nicht selbst geholt hat: Das Versteck liegt in einer alten Grabkammer, die den Eingeborenen heilig ist. Letztlich wollen alle bis auf Ioane den Schatz zurücklassen und die Höhle so schnell wie möglich verlassen. Doch der Diebstahl von Ioane ruft die Schutzgeister auf den Plan. Schnell bringen sie den Schatz zurück. Es erscheint ihnen Ioanes und Pilis Vater, der sie vor den anderen Geistern schützt.
Ein Jahr später hat die Familie ihre Wohnung verkauft und lebt glücklich bei ihrem Großvater, der das Leben nun ruhiger angehen lässt.

## Hintergrund
Der Film wurde teilweise an den Originalschauplätzen auf Oʻahu gedreht und mit einem überwiegend hawaiischen beziehungsweise pazifischen Cast. Dabei wurden die Drehorte von Jurassic Park und der Fernsehserie Lost genutzt, worauf im Film selbst Bezug genommen wird. Weitere Anspielungen gibt es auf Indiana Jones und der Tempel des Todes und Die Goonies, unter anderem ein Wiedersehen mit Jonathan Ke Quan, der in beiden Filmen mitspielte. Für Regisseurin Jude Weng ist es das Langfilmdebüt, nachdem sie vorher bei Young Sheldon Regie geführt hatte. Für die Hauptdarsteller Alex Aiono und Kea Peahu ist es ebenfalls der Debütfilm.
Wie bei Netflix üblich wurde der Film von der Freiwilligen Selbstkontrolle der Filmwirtschaft (FSK) nicht bewertet. Netflix selbst gibt als Alterseinstufung 0 Jahre an, während die Website Kinderfilmwelt sowie der Filmdienst eine Empfehlung ab 10 Jahren abgibt.

## Rezensionen
Das Lexikon des internationalen Films vergab drei von fünf Sternen und bezeichnete den Film als „humorvolle[n] Kinder-Abenteuerfilm auf den Spuren der „Goonies“, der liebevolle Reminiszenz ans Abenteuerkino der 1980er-Jahre mit hawaiischer Folklore und Spiritualität sowie einer Geschichte über familiären Zusammenhalt und die Entdeckung der eigenen kulturellen Wurzeln verbindet.“ Auf Film-Rezensionen.de schrieb Oliver Armknecht: „Abenteuer ‘Ohana ist ein im Grunde klassisches Abenteuer um eine junge Clique, die einen Piratenschatz bergen will, um die Familienschulden zu bezahlen. Der Film verbeugt sich dabei auf mal dreiste, dann wieder schön nostalgische Weise vor offensichtlichen Vorbildern. Die Verbindung zur hawaiischen Kultur und die Rückbesinnung auf eigene Wurzeln helfen jedoch, dass das hier mehr ist als eine billige Kopie.“